# حركة فكرية
الحركة الفكرية. هي تجديد نهج ديني أو بث فكر إصلاحي من قِبل علماء مجتهدين في عصر ما.
يعتبر مفهوم التجديد من أكثر المفاهيم التي تنازعتها التيارات الثقافية والفكرية المختلفة، وقد انعكس هذا التنازع على المفهوم ذاته من حيث معناه ودلالاته، وواقعيًا يصل الباحثون لمُسلَّمة هي أن التجديد -على المستوى النظامي والحركي- قد تُخفق أهم جهوده نظرًا لعدم وضوح التأصيل الفكري والمنهجي لعملية التجديد في تأكيد واضح على أهمية الربط بين النظرية والفاعلية في مجال التجديد الحضاري.
والتجديد في اللغة العربية من أصل الفعل “تجدد” أي صار جديدًا، جدده أي صيّره جديدًا وكذلك أجدّه واستجده، وكذلك سُمِّي كل شيء لم تأت عليه الأيام جديدًا، ومن خلال هذه المعاني اللغوية يمكن القول: إن التجديد في الأصل معناه اللغوي يبعث في الذهن تصورًا تجتمع فيه ثلاثة معانٍ متصلة:
- أ - أن الشيء المجدد قد كان في أول الأمر موجودًا وقائمًا وللناس به عهد.
- ب - أن هذا الشيء أتت عليه الأيام فأصابه البلى وصار قديمًا.
- جـ - أن ذلك الشيء قد أعيد إلى مثل الحالة التي كان عليها قبل أن يبلى ويخلق.

ولقد استخدمت كلمة جديد – وليس لفظ التجديد - في القرآن الكريم بمعنى البعث والإحياء والإعادة -غالبًا للخلق-، وكذلك أشارت السنة النبوية لمفهوم التجديد من خلال المعاني السابقة المتصلة: الخلق - الضعف أو الموت -الإعادة والإحياء. ويعتبر حديث التجديد [عن أبي هريرة (رضي الله عنه) قال: قال رسول الله- (صلى الله عليه وسلم): “إن الله يبعث لهذه الأمة على رأس كل مائة سنة من يجدد دينها” رواه أبو داود]: من أهم الإشارات إلى مفهوم التجديد في السنة النبوية، وقد تعلقت بهذا الحديث مجموعة من الأفكار أهمها:
- 1 – تجديد الدين: هو في حقيقته تجديد وإحياء وإصلاح لعلاقة المسلمين بالدين والتفاعل مع أصوله والاهتداء بهديه؛ لتحقيق العمارة الحضارية وتجديد حال المسلمين ولا يعني إطلاقا تبديلاً في الدين أو الشرع ذاته.
- 2 – زمن التجديد: اعتبر بعض الباحثين أن الإشارة الواردة في الحديث عن زمن التجديد على رأس كل مائة إنما هي دلالة على حقيقة استمرارية عملية التجديد، وتقارب زمانه بحيث يصبح عملية تواصل وتوريث.
- 3 -المجدِّد: اجتهد العلماء في توصيف وتحديد المجدد على رأس كل مائة سنة، لكن البعض يرى أن المجدد يقصد به الفرد أو الجماعة التي تحمل لواء التجديد في هذا العصر أو ذاك، ويجوز تفرقهم في البلاد، ويعرفهم ابن كثير بأنهم حملة العلم في كل عصر.[1]

## الحركات عبر التاريخ الإسلامي

### حركة ابن تيمية

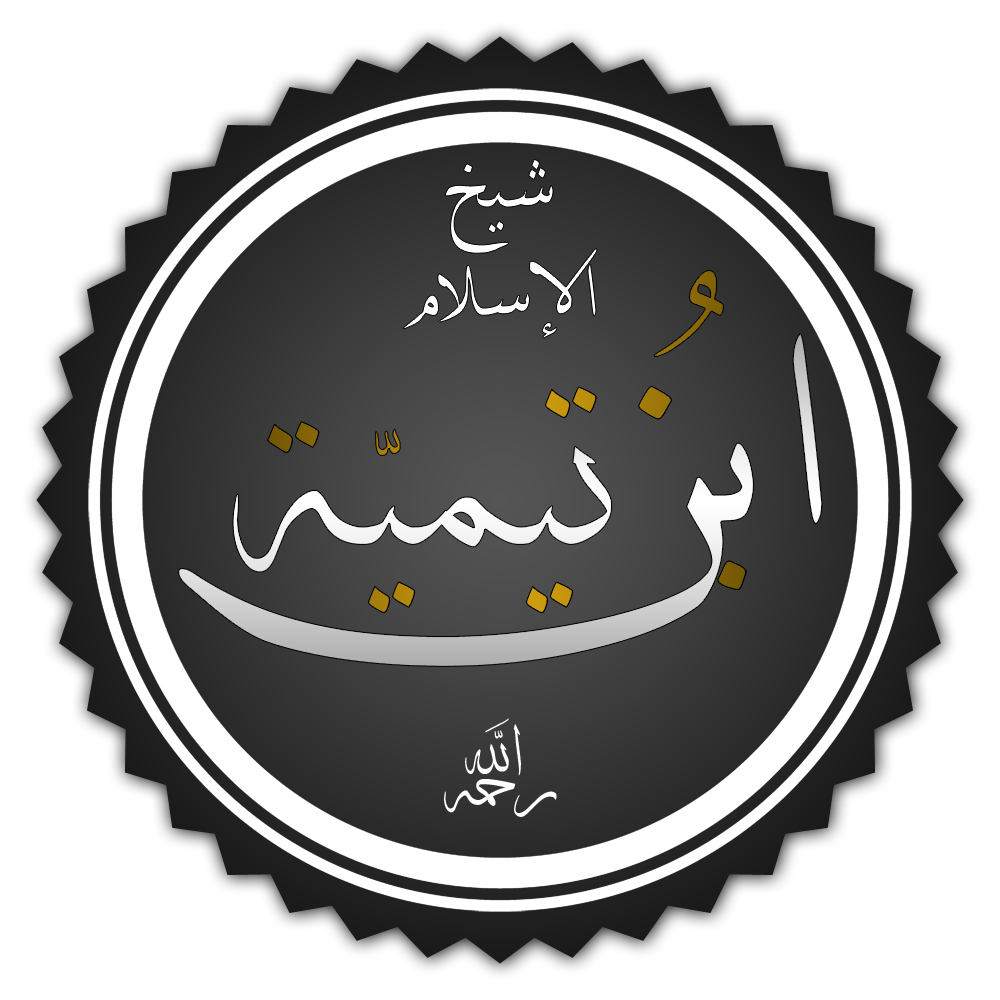

كان لابن تيمية أثر بالغ في حركة الإصلاح الإسلامية ما يزال حاضراً بقوةٍ إلى اليوم، فمعظم الحركات الإسلامية الإصلاحية، السياسية منها والفكريةـ متأثرة بشكل أو بآخر بابن تيميه، وغالباً ما يكون التأثير قادماً إليها عبر حركة الشيخ محمد بن عبد الوهاب. ومهما يكن من أمر، فإن استفادة هذه الحركات من ابن تيميه، على تباينها، يشير إلى قوة حركته الإصلاحية وسعة أفقها، وقدرتها على الامتداد عبر الأزمان وبهذا يكتسب ابن تيميه أهمية فريدة في الفكر الإسلامي. ولكن وبالرغم مما كُتب في ابن تيميه، والذي تجاوز المئات من الكتب والرسائل الجامعية في العالم الإسلامي والغربي فإن قراءة جهود ابن تيميه قراءة متكاملة وشاملة تربط بين كل عناصر حركته الإصلاحية فيما بينها (بدءاً من فكره المتعلق بفلسفة العلم وصولاً إلى تطبيقاته الفقهية والسياسية)، وبين عناصر الواقع التاريخي الذي وجد فيه، وولّد فيه الروح الإصلاحية لتغييره، هذا النوع من القراءة بقي نادراً

### حركة محمد ابن عبد الوهاب

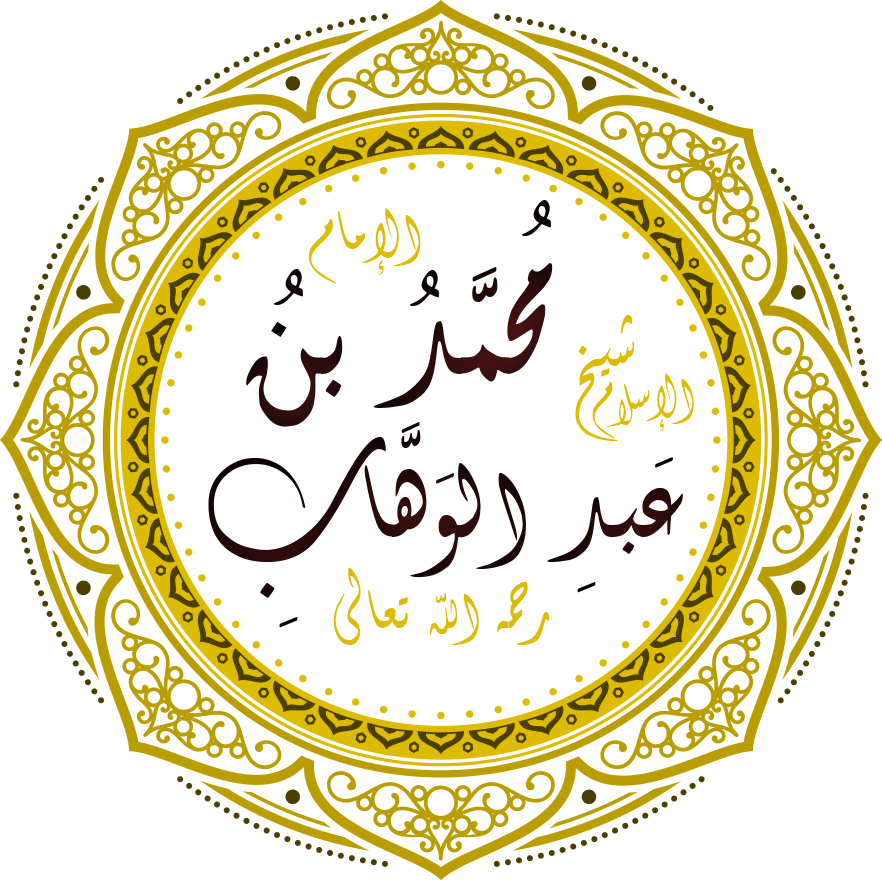

انتشرت دعوة الشيخ محمد بن عبد الوهاب خارج نجد عندما استولت الدولة السعودية على مكة المكرمة سنة 1219 هجري واصبح حجاج البلاد المسلمة يفدون إلى مكة المكرمة ويشاهدون علماء هذه الدعوة الحقا، ويسمعون خطبهم وإرشاداتهم، كما شاهدوا سيرة الدولة إن ذاك، وما هي علية من الاعتصام بكتاب الله والسنة فتأثر بعض الحجاج بالدعوة وأخذوا ينشرون مبادئ الدعوة ويحاربون الخرافات والبدع في بلادهم.

### حركة جمال الدين الأفغاني

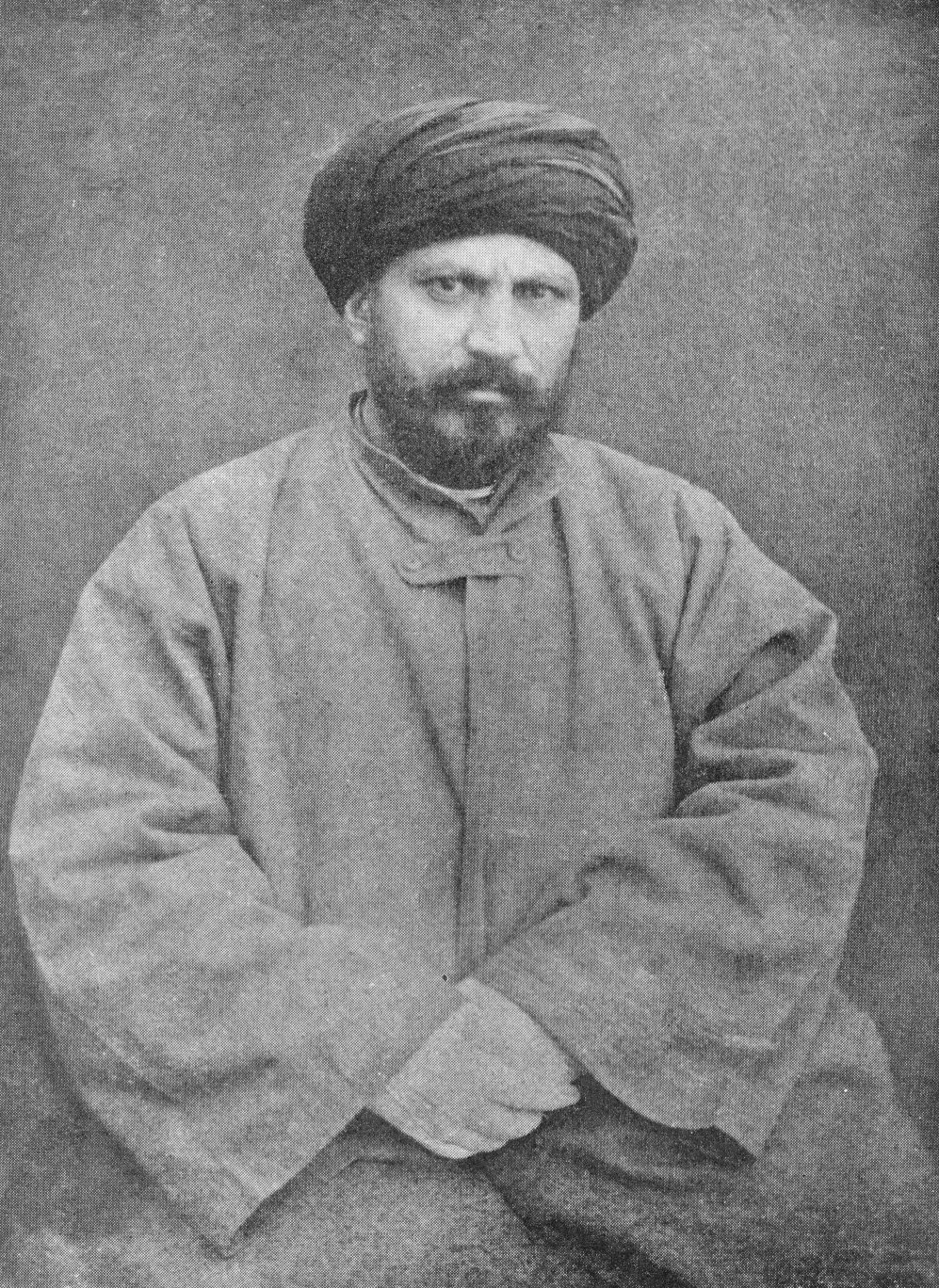

ترجع نهضة الأمم والدول إلى جهود المصلحين المخلصين من أبنائها الذين يسعون دائمًا إلى توحيد أبناء الأمة، وإيقاظ وعيهم بقضايا ومشكلات أمتهم، وتحريك همتهم نحو الإصلاح والتجديد، والوقوف صفًا واحدًا في وجه أطماع المستعمرين والطامعين.
وفي أواسط القرن التاسع عشر قام رجال مصلحون من أبناء الشرق الإسلامي، دقّوا ناقوس الخطر لأمتهم، وحذّروا ملوكهم وحكامهم من الخطر الوشيك الذي يتربص بالأمة الإسلامية، وتعالت أصواتهم بالدعوة إلى التعجيل بالإصلاح قبل وقوع الخطر، وكان من هؤلاء الرواد: مصطفى رشيد باشا في تركيا، وميلكم خان في إيران، وأمير علي في الهند، وخير الدين باشا في تونس، وكان جمال الدين الأفغاني أحد هؤلاء الرواد المصلحين الذين وقفوا حياتهم كلها على الدعوة إلى توحيد العالم الإسلامي، وتحرير شعوبه من الاستعمار والاستغلال.

### حركة محمد عبده

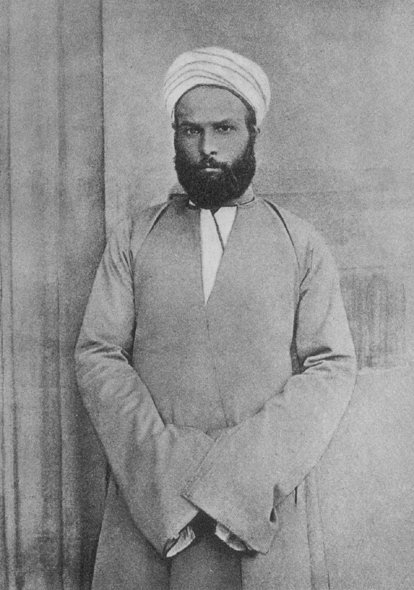

يُعدّ “الإمام محمد عبده” واحدًا من أبرز المجددين في الفقه الإسلامي في العصر الحديث، وأحد دعاة الإصلاح وأعلام النهضة العربية الإسلامية الحديثة؛ فقد ساهم بعلمه ووعيه واجتهاده في تحرير العقل العربي من الجمود الذي أصابه لعدة قرون، كما شارك في إيقاظ وعي الأمة نحو التحرر، وبعث الوطنية، وإحياء الاجتهاد الفقهي لمواكبة التطورات السريعة في العلم، ومسايرة حركة المجتمع وتطوره في مختلف النواحي السياسية والاقتصادية والثقافية.

### حركة ابن باديس

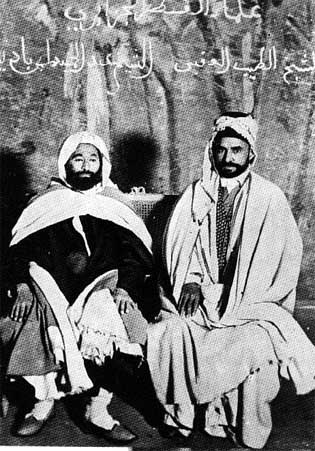

الظروف التي عاشها عبد الحميد بن باديس لم تكن لتساعده وحدها على اختيار طريقه، فرغم ان بذور الإصلاح كانت موجودة في المجتمع الجزائري. فانها لم تكن كافية لتهيء لابن باديس القيام برسالته الاصلاحية، والفكرية والتربوية. ومن ثم كان عليه أن يجعل في ذهنه انه سيضحى بمركز حكومي منتظر لشخص مثله، وان يزهد في حياة أسرتة أو اجتجتماعية هادئة، في راحة بال وترف عيش.
لقد كان لأسرته مركزها المحترم قديما وحديثا. وكانت كل العزامل متوفرة لتجعل منه انسانا في صالح نفسه وحدها، وصالح أسرته منفردة. قد لا يكون فكر في مستقبله كثيرا في البداية، لكن أباه قد فكر في الأمر مليا.
وانتهى به الرأي إلى العدول بالطفل عن الدراسة في المدارس الفرنسية، والاتجاه الكلي للدراسة الدينية الخاصة. وبذلك أصبح منتظرا أن يكون ابن باديس رجل دين. وكن ليس غير.
لقد كان من محاولات السابقين والمعاصرين لابن باديس في وطنه ما يمكن أن يثير أماه السؤال عن الركود والجمود، وما يمكن أن يجعل ذهنه يتفتح على واقع أمته لكننا نعتقد أن ذلك لم يكن في المستوى الذي فكر فيه باديس بعد ذلك، ومن عملية تجاوز فيها النظرية الاقتراح المجرد إلى التطبيق العملي، بل كانت النظرية متبوعة بالمطالبة بالتنفيذ، ثم عملية التطبيق الفعلي من طرفه. وبذلك استطاع ابن باديس أن يواكب الحركات الاصلاحية في المشرق. ويتجاوب مع رجالها، واستطاع بعد ذلك أن يقف في مستوى رجال الإصلاح هناك، وأن يتجاوز بعضهم: جرأة في الرأي، وصراحة في القوول، واقداما على العمل.
ووقف ابن باديس ليحتل مكانة في نفس كل جزائري لصدق لهجته كاتبا ومعلما خطيبا ومحاجا، داعيا وهاديا، ومرشدا، فكان المصلح الجزائري الأول الذي برز بوضوح على كل سابقيه، ورجل التربية الذي تفرغ لمهنته متفانيا، أستاذا لكل أبناء القطر في مختلف جهاته فكان له التقدير، ثم كان له الاثر الذي بقي يذكره به كل فرد: أميا، أو متعلما.
جمعية العلماء المسلمين الجزائريين التي تأسست في سنة 1941 برئاسة الشيخ عبد الحميد بن باديس، بنت أربع مائة مدرسة وتركت أرعين ألف متعلم باللغة العربية بعد استقلال الجزائر.

### حركة الشيخ الألباني

قال عنه البعض أنه مجدد العصر في علم الحديث، فلقد أحياة بعد أن اندرست معالمه وقل طلابه واشتهر بضلوع باعه ورسوخ قدمه في الحديث في جميع القطار، وكثُر سواد حركته العلمية وقواعدها الراسية.
وفّر الألباني الأسس المعرفية «الشرعية» الضرورية لظهور تيّار المحدثين الجدد، سواء من ناحية نقده لتيار الإسلام الحركي أو رفضه ممارسة السياسة، وهذا «الانمياز» الواضح عنده متمثِّل لدى سلفيّة اليوم «غير الجهاديين» في بلدان عديدة، كالسعودية والجزائر ومصر، إلا أن المعضلة التي تواجه هذه الأنظمة هي خطورة انقسام «الخليّة السلفية» على نفسها، فتنقلب بفعل «الاجتهاد» على الحكم والتسويق له، ومثال «جهيمان» واضح للغاية في التدليل على أن الإيمان المطلق بنصّيّة الحرف مع ضرورة الاجتهاد قد تؤدي إلى ذلك.

### حركة الشيخ محمد الغزالي

انتشرت حركة محمد الغزالي عبر الأقطار المعروفة بالدعوة إلى الإسلام بيسر ودون تشديد وتنفير والتعصب حتى لا يُحسب على الإسلام ما ليس منه، ولقد قضى الشيخ مدة طويلة في الجزائر في عهد الرئيس الشاذلي بن جديد، في جامعة الأمير عبد القادر وكانت له سلسلة دروس على التلفزيون الجزائري وكان له فضل كبير في انتشار الثقافة الإسلامية داخل الجزائر وخارجه.